# Высокий Бизон
Высо́кий Бизо́н (шайен. Hotóa'ôxháa'êstaestse, англ. Tall Bull; 1830? — 11 июля 1869) — вождь шайеннского общества Воинов-Псов.
Воины-Псы были первоначально военным обществом шайеннов, но впоследствии они сформировали отдельное подразделение племени, общину Воинов-Псов, Хотамитаниу. Позже к ним присоединилась большая часть южных шайеннов, а также воины из племён лакота и арапахо. Воины-Псы долгие годы наводили ужас на белое население между реками Платт и Арканзас и являлись движущей силой в войнах шайеннов с армией США.
К 1864 году Высокий Бизон становится ведущим вождём Воинов-Псов. Когда мирная комиссия США прибыла к Медисин-Лодж-Крик в конце 1867 года для заключения договора с индейскими племенами, Высокий Бизон был одним из шайеннских лидеров, которые посетили её лагерь.
Погиб в битве на Саммит-Спрингс. Спрятав жену и ребёнка в ущелье, Высокий Бизон вышел на равнину, спешился и заколол своего коня. Он решил дать последний бой и принять смерть, как подобает Воину-Псу. Был убит майором Фрэнком Нортом, руководителем скаутов пауни.